# Análise de sensibilidade
A análise de sensibilidade procura determinar o efeito de uma variação de um determinado item no seu valor total. Pode ser um instrumento útil em diferentes áreas para determinar a importância de uma variável sobre o resultado final de outra.

## Análise de sensibilidade do risco
Avaliar o impacto de certas variações percentuais de uma variável sobre os indicadores de desempenho do projeto não reflete a probabilidade de ocorrência dessa variação. Atribuindo distribuições de probabilidade adequadas às variáveis críticas, podem-se estimar distribuições de probabilidade dos indicadores de desempenho financeiros e econômicos. Isto permite ao analista apresentar estatísticas interessantes sobre os indicadores de desempenho do projecto: valores esperados, desvio-padrão, coeficiente de variação.
Em alguns casos, como a falta de dados históricos sobre projetos semelhantes, pode mostrar-se bastante difícil encontrar hipóteses sensatas sobre as distribuições de probabilidade das variáveis críticas. Nesses casos, deve ser feita pelo menos uma avaliação qualitativa dos riscos para apoiar os resultados da análise de sensibilidade.

## Gestão e controle dos riscos
A gestão e controle de riscos deverá assentar na constante identificação e análise da exposição a diferentes riscos, e na adopção de estratégias de maximização dos resultados considerando os riscos e mantendo-os dentro de limites preestabelecidos e devidamente supervisionados. A gestão e controlo de riscos e\ou oportunidades deverá ser complementada pela análise, a posteriori, de indicadores de desempenho.

## Tipificação dos riscos
RISCOS DA ENVOLVENTE - Ocorrem quando existirem forças externas que possam alterar de modo significativo os objectivos e estratégias da empresa(ameaças)
RISCOS DOS PROCESSOS - Ocorrem quando os processos de negócio:
- Não estão claramente definidos;
- Não são consistentes com as estratégias de negócio;
- Não respondem com eficácia e eficiência á satisfação das necessidades dos clientes;
- Não acrescentam valor aos stakeholders;
- Expõe activos financeiros, físicos e intelectuais, a perdas, tomada de riscos, desvios e má gestão.
RISCOS DA INFORMAÇÃO PARA TOMADA DE DECISÃO - Riscos da informação operacional, financeira e estratégica, não ser relevante ou confiável.
RISCOS DE PROCESSOS
Riscos de Operações - Serem ineficientes ou ineficazes na satisfação dos clientes e no alcance dos objectivos da empresa.
Riscos de "Empowerment" (Liderança)- Os riscos inerentes aos processos de delegação de competências e responsabilidades.
Riscos Tecnológicos / Processamento da Informação - O risco de os sistemas e as tecnologias de informação não apoiarem eficazmente e eficientemente as necessidades actuais e futuras do negócio, pondo em risco a salvaguarda de activos, informação e as operações da empresa.
Riscos da Integridade - Os riscos de fraude, e de ocorrência de actos ilegais ou não autorizados, que possam comprometer a reputação da empresa.
Riscos Financeiros - Incluem um largo espectro de riscos que o CRPG enfrenta diariamente. A sua gravidade depende de vários factores que incluem a dimensão da instituição, sector de actividade, situação financeira, e a direcção do mercado.
1. Fonte: Carlos Barros, Decisões de investimento e Financiamento de Projectos.